# 克卜勒20
克卜勒20（英語：Kepler-20）是一個距離地球950光年的恆星，位於天琴座，它的行星系統有5顆行星，其中兩顆為類地行星。

## 恆星狀況
克卜勒20的視星等為12.51，因此不能僅以肉眼觀看，必須以口徑15 cm（6英寸）以上望遠鏡觀測。該恆星的光度稍低於太陽，半徑是太陽半徑的94%，質量是太陽質量的91%。克卜勒20光球層的有效溫度是稍低於太陽的5,466 K，因此其顏色為黃色，恆星光譜分類是G8。截至2011年，目前尚不知該恆星是否為主序星，而它的金屬量與太陽相當。它的年齡可能比太陽稍老，雖然誤差範圍相對較大。

## 行星系統

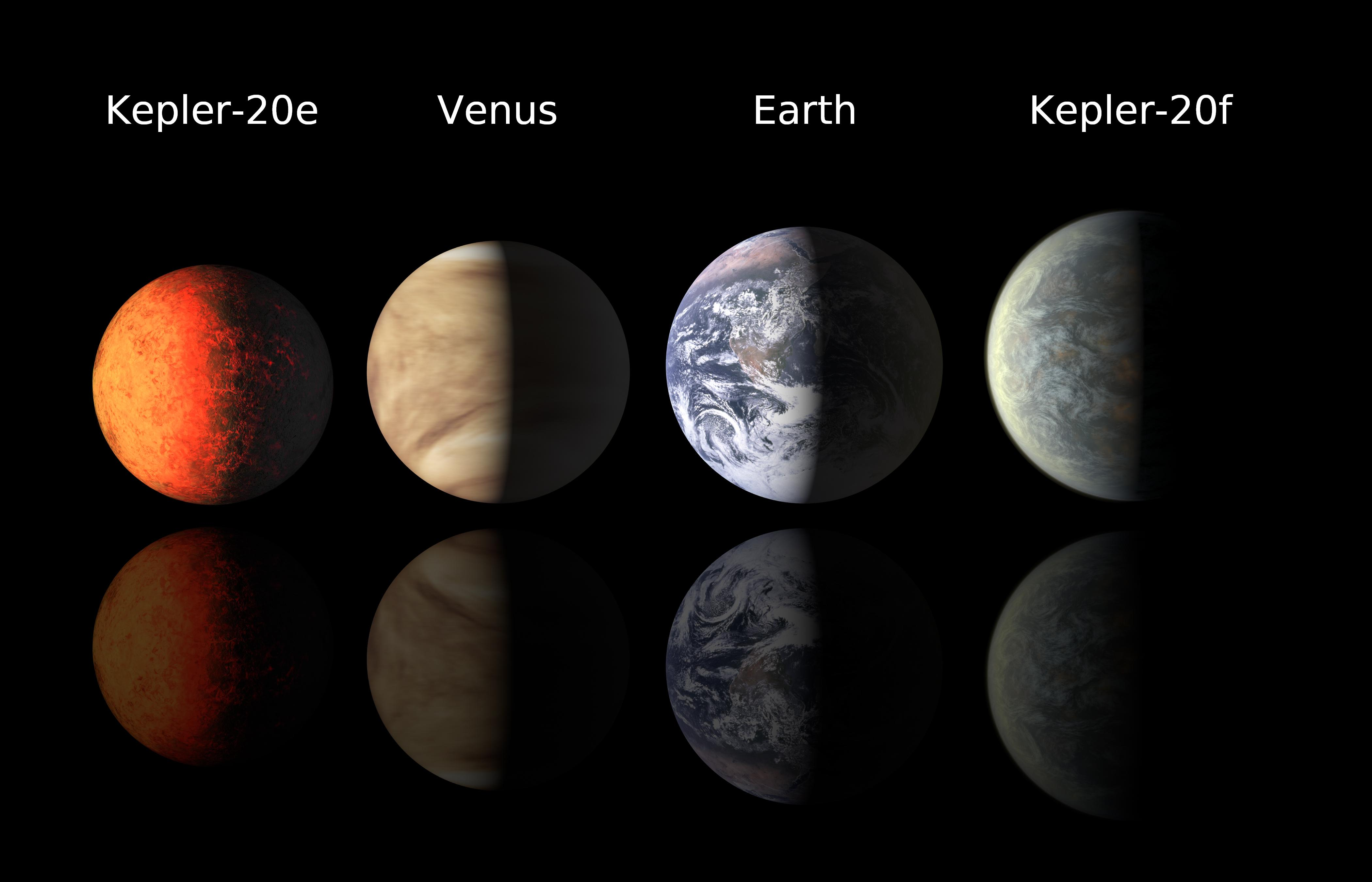
克卜勒20e、克卜勒20f與金星和地球的大小比較

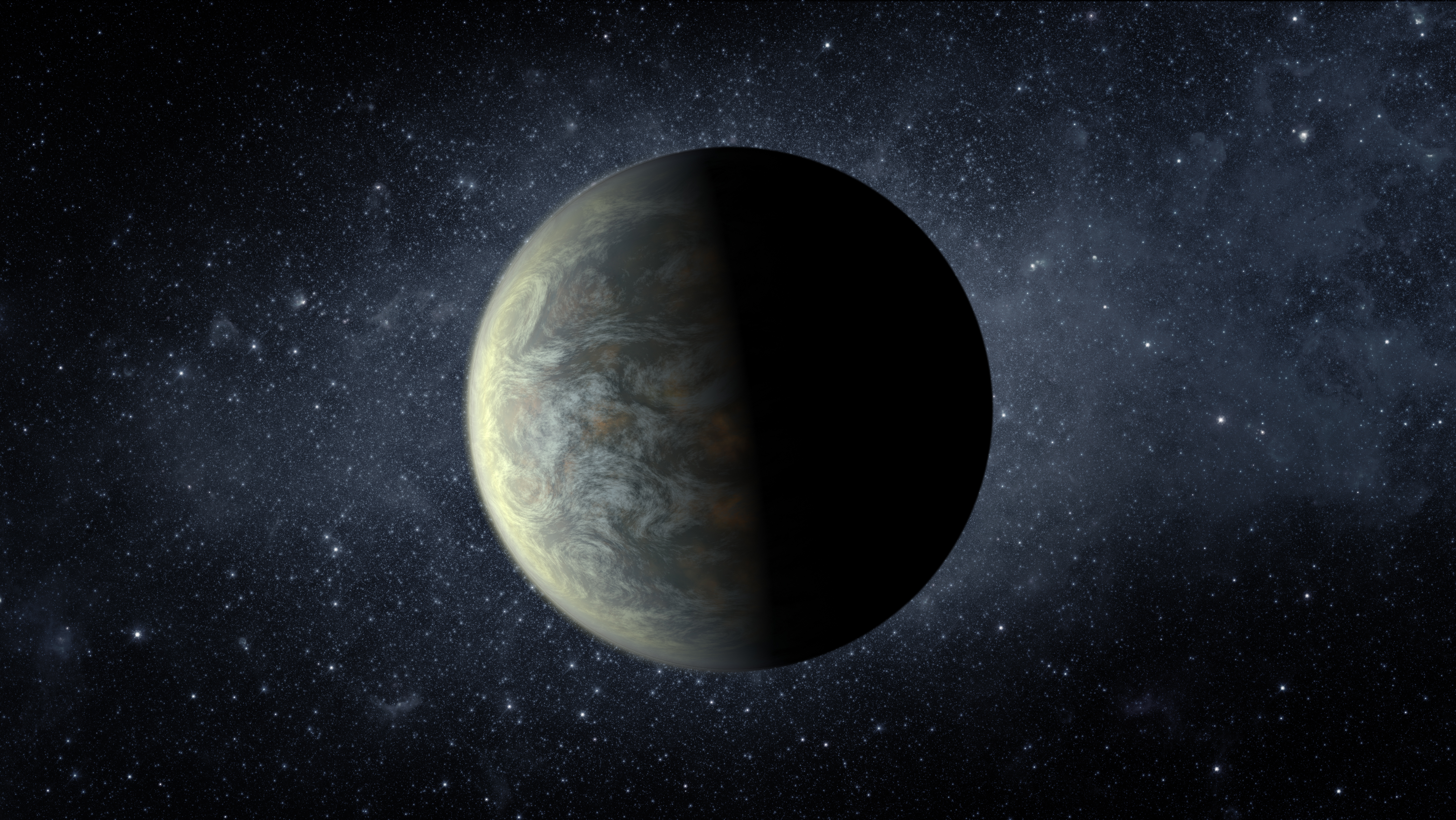
畫家筆下的克卜勒20f

2011年12月20日，克卜勒太空望遠鏡團隊報告了首次發現體積與地球相若的行星克卜勒20e和克卜勒20f環繞類太陽恆星克卜勒20公轉。
根據美國航空航天局的報告，這兩顆類地行星距離適居帶過遠，表面溫度分別是760和427°C，而這兩顆行星的軌道半徑都小於水星軌道。克卜勒20在之前已發現有三個海王星大小的行星：克卜勒20b、克卜勒20c和克卜勒20d。而該系統中距離母恆星距離由近到遠是 b-e-c-f-d。而這些行星的軌道所在範圍相當於水星環繞太陽軌道之內。
該行星系統和太陽系的不同之處是該系統的氣體巨行星和類地行星是交錯排列的。
| 成員 (依恆星距離) | 质量       | 半長軸 (AU) | 轨道周期 (天) | 離心率 | 傾角 | 半径 |
| ----------------- | ---------- | ----------- | ------------- | ------ | ---- | ---- |
| b                 | 0.027 MJ   | 0.04537     | 3.6961219     | < 0.32 | —    | —    |
| e                 | < 0.005 MJ | 0.0507      | 6.098493      | < 0.28 | —    | —    |
| c                 | 0.051 MJ   | 0.0930      | 10.854092     | < 0.40 | —    | —    |
| f                 | < 0.010 MJ | 0.1104      | 19.57706      | < 0.32 | —    | —    |
| d                 | < 0.063 MJ | 0.3453      | 77.61184      | < 0.60 | —    | —    |

### 克卜勒20e和f
克卜勒20e和f都是系外類地行星，它們的質量與地球相若：e的質量為地球質量的0.39–1.67倍，而f的質量則為地球質量的0.66–3.04倍。而它們的規模更與地球非常相近：e的半徑為地球半徑的0.868倍，而f的半徑則為地球半徑的1.034倍，這顯示e和f都可能是一個超級地球。e是第一個被發現圍繞著類太陽恆星公轉，且規模比地球小的太陽系外行星；而f則是至今人類已知大小最接近地球的太陽系外行星。e和f的半長軸分別為0.0630天文單位和0.1370天文單位，而因為過於接近母星，所以它們的表面溫度介乎於705 K和1040 K之間。

### 克卜勒20b、c和d
克卜勒20b、c和d都是系外氣體巨行星，它們的質量均大於地球很多：b、c和d的質量分別為地球質量的8.7倍、16.1倍和20.1倍。而它們的規模則介乎於地球和海王星之間：b、c和d的半徑分別為地球半徑的1.91倍、3.07倍和2.75倍。它們的大小均比海王星（半徑為地球半徑的3.883倍）小，但比地球大，因此被歸類為迷你海王星。b是至今被發現體積最大，且密度接近地球密度的系外行星。b、c和d的半長軸分別為0.04537天文單位、0.0930天文單位和0.3453天文單位，而因為過於接近母星，所以它們的表面溫度最高能達5,466 K。而因為其表面溫度如此高，所以它們被歸類為熱海王星。

## 外部連結
- 多媒體外部連結：
  - Video (01:33)（页面存档备份，存于） NASA 首次發現類地球太陽系外行星環繞類太陽恆星